# عملية بودنبلات
عملية بودنبلات عملية عسكرية من عمليات معركة الثغرة إبان الحرب العالمية الثانية جرت في الأول من يناير 1945 بين ألمانيا النازية من جهة وأمريكا وبريطانيا وحلفائهم من جهة أخرى. وكانت عملية بودنبلات محاولة من القوات الجوية النازية لشل القوات الجوية للحلفاء في البلدان المنخفضة وتأمين سيادة جوية على تلك المناطق وتمهيد الطريق للجيش النازي وآفن اس اس لاستعادة تقدمهم. لم يكن مخططوا العملية يستقصدون الشروع فيها مع بداية العام الجديد بل إن اليوم المزمع لبدء الخطة كان 14 ديسمبر 1944 بيد أن الطقس فرض التأجيل على المخططين. وصدف أن كانت الظروف الجوية ملائمة للعملية مع مقدم العام الجديد فبدأت العملية في ذلك اليوم. وكانت العملية سرية للغاية لدرجة أن عدة وحدات نازية بحرية وبرية لم تحط علما بالعملية كما تضررت بعض الوحدات النازية من النيران الصديقة. كبدت العملية الحلفاء خسائر فادحة ودمرت كثير من مقاتلاتهم الجوية بيد أن تلك الخسائر عوضت في ظرف أسبوع فيما كان النازيون يتكبدون خسائر بشرية حيث أن الحلفاء لم يخسروا أطقمهم الجوية في حين كان الألمان يفقدون طياريهم المقاتلين الذين لا يمكن استرجاعهم.
تحليلات ما بعد العملية أفادت أن 11 خطة من بين 34 خطة معدة نفذت بنجاح وفاجئت العدو. فيما لم تتحقق لسلاح الجو النازي السيادة الجوية التي كان يطمح لها ولو حتى مؤقتا وظلت الجيوش الألمانية عرضة للقصف الجوية من قبل قوات الحلفاء الجوية حتى استسلمت ألمانيا بعد ذلك بأشهر. وكانت عملية بودنبلات آخر العمليات الجوية الكبرى التي نفذتها القوات الجوية النازية أثناء تلك الحرب.

## خلفية
دُعمت جيوش الحلفاء الغربيين من قبل قوات الحلفاء الجوية أثناء تقدمها عبر أوروبا الغربية في عام 1944. نقلت القوات الجوية الملكية (آر إيه إف) وسلاحها الجوي التكتيكي الثاني -تحت قيادة الفريق الطيار آرثر كونينغهام- مجموعة آر إيه إف رقم 2، ومجموعة آر إيه إف رقم 83، ومجموعة آر إيه إف رقم 84 ومجموعة آر إيه إف رقم 85 إلى قارة أوروبا من أجل توفير دعم جوي وثيق ومستمر. عمل سلاح الجو الملكي على مضايقة القوات الجوية والبحرية والبرية الألمانية بضرب نقاط قوية واعتراض خطوط إمدادها بينما أبلغت وحدات الاستطلاع الحلفاء بالتحركات الألمانية. مع التفوق الجوي للحلفاء، لم يتمكن الجيش الألماني من العمل بفعالية. وبالمثل واجهت قوات لوفتفافه صعوبة بتوفير غطاء جوي فعال للجيش الألماني. على الرغم من أن إنتاج الطائرات الألمانية قد بلغ ذروته في عام 1944، إلا أن لوفتفافه عانت نقصًا هامًا بالطيارين والوقود وافتقرت إلى القادة القتاليين المتمرسين.
انتقلت المعارك البرية نحو نهر الراين الواقع إلى الشرق حيث يقبع قلب ألمانيا. حُررت معظم فرنسا، وكذلك المدينتين البلجيكيتين بروكسل وأنتويرب. على الرغم من فشل عملية ماركت جاردن في عام 1944، اجتاح الحلفاء معظم جنوب هولندا ومصب سخيلده بحلول عام 1945. مع تحرك القوات البرية في جميع أنحاء أوروبا، انتقلت القوات الجوية التكتيكية للحلفاء إلى قواعد جديدة في القارة لمواصلة تقديم الدعم الوثيق. كان الطقس هو عامل التقييد الوحيد للحلفاء. مع حلول فصل الشتاء، حولت الأمطار والوحل المطارات إلى مستنقعات، لذا توقفت العمليات الجوية والبرية واسعة النطاق.
كان من الممكن أن يستمر الوضع حتى ذوبان الجليد في الربيع لو لم تبدأ القيادة العليا للفيرماخت (بالألمانية: Oberkommando der Wehrmacht) معركة الثغرة في 16 ديسمبر 1944. كان الهدف من هذا الهجوم البري تحسين الموقف العسكري الألماني من خلال الاستيلاء على أنتويرب وفصل الجيش البريطاني عن قوات جيش الولايات المتحدة. تطلب جزء من التخطيط للعملية البرية الألمانية أن يتم تنفيذ الهجوم تحت غطاء الطقس الشتوي السيئ الذي أبقى ميزات الحلفاء الرئيسية، القوات الجوية التكتيكية، أرضًا. نجح الهجوم في البداية، لكن الطقس دفع قوات لوفتفافه إلى الهبوط معظم الأحيان. ومع ذلك، تمكنت لوفتفافه من إطلاق 500 طائرة في الهواء في 16 ديسمبر، وهذا أكبر الإنجازات منذ فترة طويلة. كان هذا اليوم الأول هو التاريخ المقرر أصلًا للهجوم على مطارات الحلفاء ضمن العملية المسماة عملية بودنبلات. بيد أن الطقس كان سيئًا للغاية وأُوقفت العمليات.
حقق الهجوم المفاجأة ولقي نجاح أولي كبير. ولمواجهة الهجوم الجوي، سلمت القوات الجوية لجيش الولايات المتحدة السيطرة التنفيذية الخاصة بقيادتها الجوية التكتيكية التاسعة والعشرين وجزءًا من سلاحها الجوي التاسع تحت قيادة اللواء هويت فاندنبرغ إلى سلاح الجو الملكي البريطاني وآرثر كونينغهام. في 23 ديسمبر، قدم سلاح الجو التكتيكي الثاني التابع لسلاح الجو الملكي الدعم الضروري للقوات الأمريكية، وساعد بمنع الاستيلاء الألماني على مالميدي وباستوغني. ترك هذا الأمر الألمان أمام المأزق اللوجستي الوحيد المتبقي في سانت فيث لدعم عملياتهم. وتعثر الهجوم الألماني.
كانت لوفتفافه أبعد ما يكون عن الغياب عن الجبهة في ديسمبر. أطلقت عدة آلاف طلعة جوية فوق مسرح العمليات. أدت مواجهاتها مع سلاح الجو الملكي البريطاني وسلاح الجو الأمريكي لخسائر فادحة في العتاد والطيارين. خلال ثمانية أيام من العمليات بين 17 و27 ديسمبر 1944، خسرت 644 طائرة مقاتلة وأصيبت 227 أخرى. أسفر ذلك عن مقتل 322 طيارًا وأسر 23 وجرح 133 آخرين. خلال الأيام الثلاثة 23-25 ديسمبر، دُمرت 363 مقاتلة. لم يتوقع أي من الكوشفادا كومودوغه أي عمليات جوية واسعة النطاق بحلول نهاية الشهر.